# Wiesław Nagórko
Wiesław Jan Nagórko (ur. 17 czerwca 1944 w Łodygowicach) – polski profesor zwyczajny.

## Kariera naukowa
Absolwent Liceum Pedagogicznego w Żywcu, które ukończył w 1963. W 1964 rozpoczął studia na Wydziale Matematyki i Fizyki Uniwersytetu Warszawskiego jako finalista Olimpiady Matematycznej. Studiował matematykę, natomiast jako swoją specjalność wybrał mechanikę.

### Praca
Zatrudniony w 1968 na Wydziale Matematyki i Fizyki Uniwersytetu Warszawskiego, w Katedrze Analizy Matematycznej. W 1970 został przeniesiony do nowo utworzonego Instytutu Mechaniki,  (który w 1987 przemianowano na Instytut Matematyki Stosowanej i Mechaniki), kolejno na stanowiska asystenta (1968–1974) i adiunkta (1974–1994). W 1974, na podstawie rozprawy Dyskretyzowane ciała sprężyste jako kontinua ze sterowanymi więzami, uzyskał (na Wydziale Matematyki, Informatyki i Mechaniki Uniwersytetu Warszawskiego) tytuł doktora nauk matematycznych. W latach 1975–1977 był członkiem Senatu UW, oraz członkiem Komisji Senatu ds. Młodej Kadry. W latach 1983–1985 był przedstawicielem adiunktów (z wyboru) w Radzie Wydziału Matematyki Informatyki i Mechaniki UW. W latach 1984–1987 był wicedyrektorem Instytutu Mechaniki UW. W 1990, po postępowaniu przeprowadzonym na Wydziale Inżynierii Lądowej Politechniki Warszawskiej, na podstawie rozprawy: Modele powierzchniowe i mikrolokalne płyt sprężystych, uzyskał stopień doktora habilitowanego nauk technicznych w zakresie budownictwa. W latach 1993–1995 prowadził zajęcia na Międzywydziałowych Studiach Ochrony Środowiska na UW, w tym samym czasie pracował w SGGW na stanowisku adiunkta, a od 1995 na stanowisku profesora nadzwyczajnego. W latach 2000–2002 był kierownikiem Katedry Budownictwa i Geodezji SGGW, natomiast w latach 2002-2005 prodziekanem ds. nauki Wydziału Inżynierii i Kształtowania Środowiska SGGW. Od 2002 do 2014 był kierownikiem Zakładu Mechaniki i Konstrukcji Budowlanych SGGW. W latach 2000–2006 był sekretarzem generalnym Polskiego Towarzystwa Mechaniki Teoretycznej i Stosowanej, a w latach 2007-2011 był jego prezesem. Postanowieniem z dnia 30 grudnia 2009 prezydent Lech Kaczyński nadał mu tytuł naukowy profesora nauk technicznych.
Odbył dwa staże zagraniczne, na Moskiewskim Uniwersytecie Państwowym im. M.W. Łomonosowa oraz w International Centre for Mechanical Sciences w Udine.
Przebywał także na rocznych pobytach naukowych na Uniwersytecie w Pizie (1977/1978), Kilonii (1980/1981) i Wilnie (1989/1990).
Od 2017 roku jest emerytem.

## Prace i działalność naukowa
Jest autorem około 180 publikacji w tym 7 książek. Stały recenzent ogólnokrajowych czasopism naukowych. Członek rad redakcyjnych:
- „Annals of Warsaw University of Life Sciences – SGGW”
- „Challenges of Modern Technology”
- „Electronic Journal of Polish Agricultural Universities – EJPAU”
- „Journal of Theoretical and Applied Mechanics”
- „Scientific Research of Institute of Mathematics and Computer Science”

Od 2002 organizował także konferencje krajowe Inżynierskie i przestrzenne aspekty kształtowania obszarów niezurbanizowanych (m.in. 21–22.11.2002, Warszawa – Rogów, 16–18.09.2004, Warszawa, 15–17.10.2007, Warszawa – Rogów). Od wielu lat jest uczestnikiem i współorganizatorem (w 1997) oraz organizatorem (w 2005) międzynarodowych polsko-ukraińskich konferencji Current problems of mechanics of nonhomogeneous media. Konferencje odbywają się co dwa lata na przemian w Polsce i na Ukrainie.
Członek Rady Towarzystw Naukowych przy Prezydium PAN, od 2019 roku jej wiceprzewodniczący.
Wypromował pięcioro doktorów: Marcina Piwowarskiego, Jarosława Zielińskiego, Tomasza Jurczaka, Katarzynę Jeleniewicz i Vazgena Bagdasariana.

### Działalność dydaktyczna
Wiesław Nagórko prowadził zajęcia na obu wydziałowych kierunkach studiów – Budownictwie i Inżynierii Środowiska. Wykaz prowadzonych przedmiotów obejmuje mechanikę ogólną, wytrzymałość materiałów, mechanikę budowli, teorię sprężystości, konstrukcje cienkościenne, teorię płyt i metody komputerowe.

## Życie prywatne
Jest żonaty; jego żona Alicja pracowała na Uniwersytecie Humboldtów w Berlinie, na stanowisku profesora. Ojciec dwu córek Aleksandry Marii i Anny Julii oraz syna Andrzeja Maksymiliana.